# Zinaïda Morozova
Zinaïda Grigorievna Morozova (Зинаида Григорьевна Морозова), en troisièmes noces Rheinbott, née Zinovia Grigorievna Zimina en 1867 à Orekhovo-Zouïevo et morte le 1er septembre 1947 au village d'Ilinskoïe, est une mécène et salonnière russe, épouse en secondes noces du richissime industriel moscovite Savva Morozov (1862-1905).

## Biographie

### Origine
Les Morozov considéraient qu'elle n'était pas issue d'une « bonne famille » et qu'elle n'était qu'une divorcée,, pourtant Zinovia (Zinaïda) Zimina naît dans une famille de marchands vieux-croyants à l'abri du besoin, même si elle n'était pas particulièrement distinguée. Son grand-père, Efim Stepanovitch Zimine (1794-vers 1875), faisait partie de la 2e guilde de marchands de Pavlovski Possad. Il faisait commerce dans les années 1860 de produits manufacturés sur la Moskova, ce qui lui permit en 1866 d'être inscrit à la 2e guilde des marchands de Moscou en qualité d'entrepreneur extérieur à la ville. Son fils Grigori (devenu plus tard bourgeois d'honneur héréditaire) hérite des biens de son père et fait commerce des produits de l'usine familiale de teinture et de tissage,,, la « manufacture N.N. Zimine de Zouïevo. »

### Premier mariage
Zinovia Grigorievna reçoit une éducation à domicile, se passionne pour la musique et le théâtre. Ses parents la marient à dix-sept ans à Sergueï Vikoulovitch Morozov (1860-1921) descendant de Vikoula Morozov, et frère puîné d'Alexeï Morozov, de la fameuse et richissime famille d'entrepreneurs. Vikoula Elisseïevitch Morozov était le propriétaire de l'usine de Nikolskoïe (Compagnie Vikoula Morozov & Fils) et tous les membres de cette famille étaient également vieux-croyants de la branche des bezpopovsty (c'est-à-dire « sans prêtres » et proches de la mentalité entrepreneuriale des protestants réfractaires) des pomores. « Leur foi était stricte et leurs mœurs sévères. Les hommes ne se coupaient pas la barbe, ne fumaient pas et ne se servaient pour leur repas que d'une cuillère leur appartenant en propre. ». Le mariage n'est pas heureux. Zinaïda Grigorievna se souvient: « Il m'aimait beaucoup, mais me disait sans cesse: Je ne suis pas fait pour toi. C'était un homme plutôt étrange et je l'aimais, mais comme un ami. » Leur rapport étrange est remarqué par leur entourage, l'une de leurs relations le décrivit ainsi: « Je ne pense pas qu'il y ait eu de l'amour entre eux. Seulement, elle était très vive, énergique et lui plutôt faible de caractère et très nerveux. Il était plutôt joli garçon avec de beaux cheveux. Il faisait penser à un Français dans ses manières ».
Leur divorce, dont Zinovia (Zinaïda) Grigorievna est à l'initiative, est prononcé le 26 janvier 1887. Elle n'a pas encore vingt ans.

### Deuxième mariage

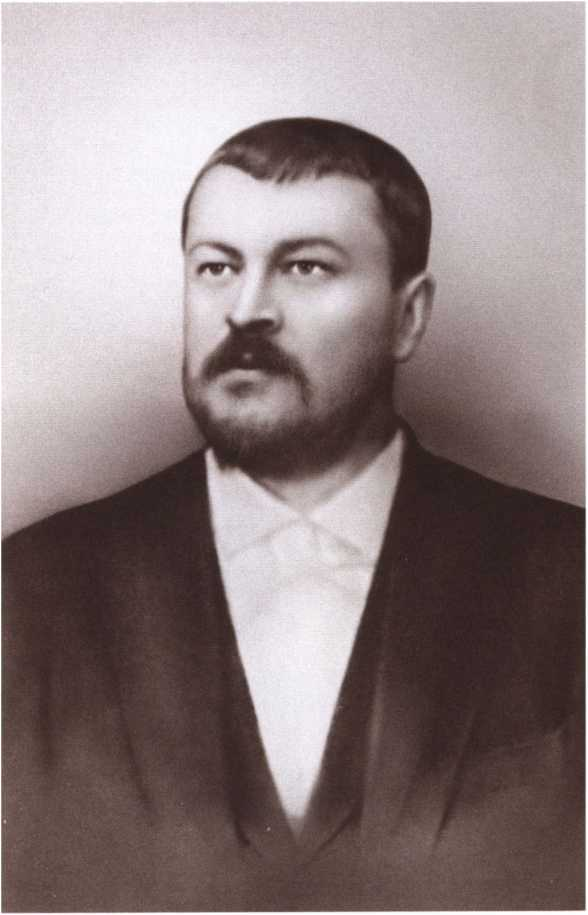
Savva Morozov.

Elle fait la connaissance de Savva Morozov lors de la cérémonie de son premier mariage, à laquelle il a assisté en tant que cousin du marié; son père, Timofeï Morozov (1823-1889), est le fondateur de l'autre ligne des Morozov, propriétaire de la Compagnie de l'usine de Nikolskoïe, fabriquant des tissus de coton. Lorsque Savva Morozov invite un jour les jeunes époux à l'une de ses soirées, qu'il organise à la salle des fêtes de son usine, Sergueï Morozov décline préférant aller à la chasse et Zinovia s'y rend seule. Savva Morozov la fait entrer à son bras et bientôt des rumeurs parviennent à la mère de Savva, Maria Fiodorovna Morozova, selon lesquelles son fils auraient des rendez-vous secrets avec Zinovia. Les deux amants entament une liaison passionnée, mais la décision de divorcer n'est pas aisée pour elle à cause de son éducation stricte. Elle écrit dans ses souvenirs: « Quand mon amour pour Savva Timofeïevitch a commencé, nous nous trouvions Sergueï Vikoulovitch et moi en Crimée, j'étais en larmes, je pleurais des jours entiers et je me demandais si je devais divorcer ou non…»
Après le divorce de Zinovia (Zinaïda), dix-huit mois se passent et bientôt il n'est plus possible pour elle de cacher le fait qu'elle est enceinte de Savva. Pour les parents du jeune homme qui étaient opposés à ce qu'il continue à voir « cette divorcée », c'est comme un « coup de tonnerre dans un ciel sans nuage ». Épouser une divorcée est à l'époque et encore plus chez les vieux-croyants une honte, qui atteint non seulement les mariés, mais leur famille tout entière. Zinaïda écrit encore : « Après que Sergueï et moi avons divorcé, j'ai reçu la bague au doigt une seconde fois…Mon père m'a dit: Ma fille, plutôt te voir dans un cercueil que de supporter une telle honte!». Maria Fiodorovna Morozova accueille quant à elle la nouvelle d'une façon dont Savva se souviendra avec rancœur: « Tu m'as bien fait sourire, mont petit Savva, toi le fiancé le plus envié de Moscou ! Qui ramènes-tu à la maison ? Cette espèce de Zinovia qui en guise de dot n'apporte qu'un divorce, et ça, c'est mal ! ».
Le mariage de Savva Morozov âgé de vingt-six ans et de Zinovia (Zinaïda) âgée de vingt-et-un ans a lieu le 24 juin 1888. En cadeau de mariage, Savva achète un hôtel particulier à sa femme rue Bolchaïa Nikitskaïa qu'il met au nom de Zinovia/Zinaïda, et qui leur permet de vivre en dehors de chez leurs parents. Plus tard en 1898, ils le vendent à l'industriel V.A. Baline (1878-1938), qui le fait entièrement reconstruire. Remarquant que pour tenir son rang en société, sa jeune épouse manque de l'éducation nécessaire, il lui fait donner rapidement des leçons de français et d'anglais et prend des mesures pour parfaire son vernis mondain. Les contemporains observent le caractère de la jeune femme: « Son sens de l'humour inhérent, sa façon russe de prendre la vie de manière émotionnelle, sa confiance en elle et le fait de ne pas avoir peur de dire droit dans les yeux ce qu'elle pense de la personne qui se trouve en face d'elle, tout en conservant avec lui des liens chaleureux faisaient que sa soif de vivre la rendait vraiment extraordinaire. ». Elle change son prénom démodé de Zinovia (typique chez les vieux-croyants) en celui plus à la mode de Zinaïda (Zénaïde en français). Elle n'est pas vraiment une beauté, mais elle est attirante et a beaucoup de charme. Elle se plaît à « sortir dans le monde » et à mener une vie mondaine, bals, réceptions, concerts de charité...et le désir d'être la première met parfois son mari en difficulté. Ainsi lorsqu'en 1896 la famille impériale et sa suite visitent l'Exposition de toute la Russie de Nijni Novgorod (dont Savva Morozov est directeur du comité), l'on remarque que sa traîne est plus longue que celle de l'impératrice Alexandra, ce qui est un manquement à l'étiquette. 

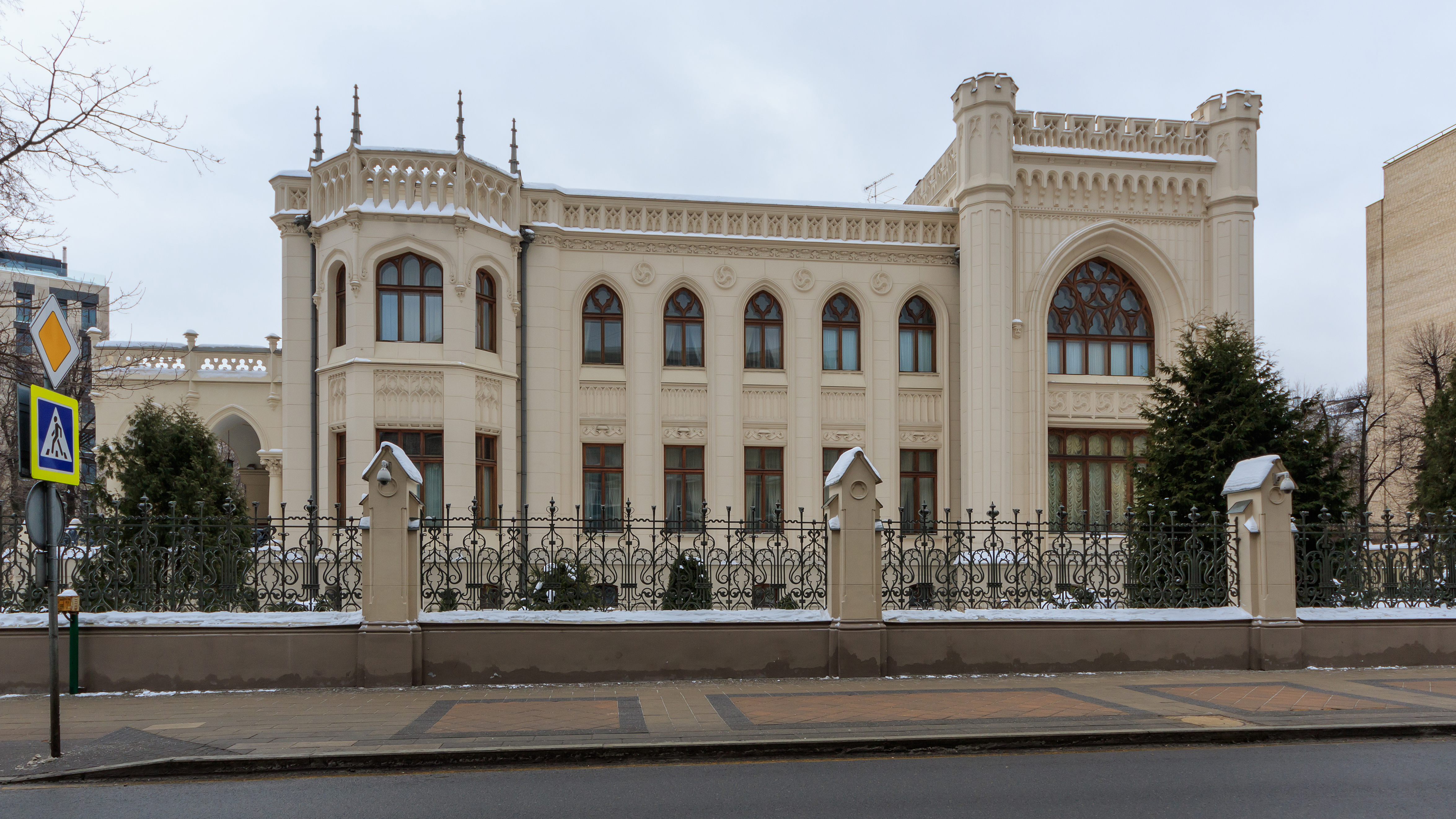
Hôtel particulier de Zinaïda Morozova.

Le désir de briller entraîne de nombreuses dépenses, mais pour sa chère épouse Savva Morozov met tous les moyens. Au début des années 1890, il achète rue Spiridonovka un hôtel particulier avec jardin qu'il met au nom de sa femme. On fait appel à Franz Schechtel pour le reconstruire et les Morozov donnent un grand bal pour la pendaison de crémaillère dont le tout-Moscou s'émerveille. Le prince Chtcherbatov écrit:
« Ce fut un phénomène des plus intéressants que ce palais à Spiridonovka nouvellement construit de taille énorme et exceptionnellement luxueux dans le style anglo-gothique pour le plus riche et le plus intelligent des marchands, Savva Timofeïevitch Morozov ... Mon père et moi sommes allés à la grande inauguration de cette nouvelle « merveille » de Moscou. Pour cette réception, tous les entrepreneurs éminents étaient là. La maîtresse de maison, Zinaïda Grigorievna Morozova ... grand esprit, au tact inné, ses yeux intelligents et noirs quelque peu sournois sur un visage laid mais distingué, couverte de perles merveilleuses, a reçu ses invités avec une grandeur vraiment royale. »
Son arrivisme était parfois moqué, mais son salon était fréquenté aussi bien par Chaliapine, Mamontov, Serge Witte, des peintres, des écrivains, des acteurs que des aristocrates. Savva Morozov préférait quant à lui rester en dehors de ces réceptions, se vouant à son travail. Anton Tchekhov, qui était familier des Morozov, a confié dans une lettre à Olga Knipper du 13 février 1902: « Pourquoi Savva Morozov laisse-t-il entrer les aristocrates ? Après tout, ils vont dîner, puis, en sortant, se moquer de lui, comme d'un Iakoute. Moi j'aurais jeté dehors tout ce troupeau ». Zinaïda Grigorievna aimait sincèrement l'œuvre et la personne de Tchekhov. Elle décrit ainsi un épisode dans ses souvenirs: « J'ai adoré sa nouvelle Douchetchka et je lui ai brodé un oreiller avec l'inscription Pour Douchetchka et je lui ai envoyé à Yalta. Dans sa lettre de remerciement que j'ai perdue, Tchekhov me déclara: Ma Douchetchka ne mérite pas un tel petit oreiller »; « il me dit aussi que beaucoup de dames sévères étaient mécontentes de ses récits: Elle m'écrivent fort en colère ». Cet oreiller est conservé aujourd'hui à la Datcha blanche de Yalta, musée consacré à l'écrivain dans son ancienne villa.
Zinaïda Morozova s'investit aussi dans des œuvres de charité: elle organise des concerts de bienfaisance, des bazars de charité pour réunir des fonds en faveur des pèlerins de Jérusalem et fait partie de divers comité de charité. Elle finance en 1913 un immeuble d'appartements à loyer modéré portant le nom de son défunt mari. Au début de la Première Guerre mondiale, elle réunit des fonds pour les soldats blessés. 
Peu à peu, la différence de caractères éloigne les époux. Zinaïda est toujours désireuse d'être au premier plan, tandis que Savva préfère mener une vie plus calme. Au début des années 1900, Morozov s'intéressa aux nouvelles idées qui débouchèrent sur 1905 et se montra en faveur d'un régime constitutionnel. Il fournit même des subsides à certaines figures politiques qui deviendront bolchéviques. Il se consacra surtout à la fondation du futur Théâtre d'art de Moscou pour lequel il ne ménagea pas son argent et ses forces. Il y fit la connaissance de l'actrice Maria Andreïeva qui bientôt fut souvent invitée à ses soirées. Constantin Stanislavsky écrivit à l'actrice : « Mais ne savez-vous pas quel sacrilège vous commettez?… Vous vous vantez publiquement devant presque des inconnus que Zinaïda Grigorievna, qui est douloureusement jalouse de vous, enquête sur votre influence sur son mari… Si vous vous voyiez de l'extérieur en ce moment, vous seriez d'accord avec moi… ». La liaison de l'actrice avec Maxime Gorki commence au milieu de l'année 1903 et Morozov retourne vers sa femme qui venait d'accoucher de leur second fils, Savva.

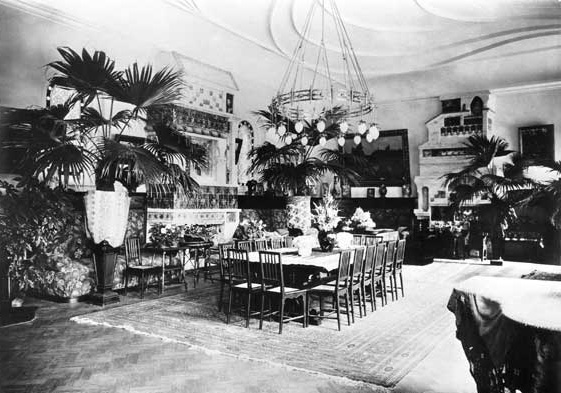
Intérieur de la maison de campagne des Morozov, le manoir de Pokrovskoïe-Roubtsovo.

En 1905, des bruits courent dans Moscou que Morozov souffrirait de troubles psychologiques. Des médecins connus sont invités par sa femme et par sa mère pour l'ausculter: ce sont le neuropathologue Grigori Rossolimo, les docteurs I.I. Selivanovski et Fiodor Grinevski. Le 15 avril 1905, ils délivrent leur verdict: Savva Timofeïevitch Morozov se trouve « dans un état général de trouble nerveux sévère qui s'exprime par une excitation excessive, de l'insomnie, de l'anxiété, puis dans un état dépressif, avec des accès de nostalgie, etc. » Maria Andreïeva reconnaît le 13 avril: « Sa mère et Zinaïda Grigorievna l'ont déclaré comme dérangé et l'ont caché dans une clinique. J'ai pensé lui rendre visite, mais je suis sûre que ce serait inutile pour lui. ». Le 17 avril, Morozov et sa femme partent pour Berlin, accompagnés du docteur Selivanovski, puis se rendent dans le Midi de la France, à Cannes pour se reposer. Morozov est retrouvé mort suicidé, le 13 mai 1905. Son corps est transporté à Moscou, accompagné de Zinaïda Grigorievna et de son neveu A.G. Karpov (fils de sa sœur, Anna Timofeïevna, et du professeur Guennadi Karpov).
Selon le testament de Morozov, Zinaïda Grigorievna obtient une part importante de l'héritage. Elle reçoit des biens immobiliers et une belle fortune en actions, elle devient propriétaire des usines et des mines de l'Oural de Morozov, et propriétaire de domaines dans le gouvernement de Vladimir et le gouvernement de Moscou. Le prince Piotr Dolgoroukov ayant invité la richissime veuve à entrer au parti cadet, celle-ci rétorque avec une fausse ingénuité mondaine qu'elle n'entrera « dans aucun parti, car si l'on me demande des choses à propos des affaires du parti, il me serait difficile de répondre que je n'ai pas d'argent. »

### Troisième mariage

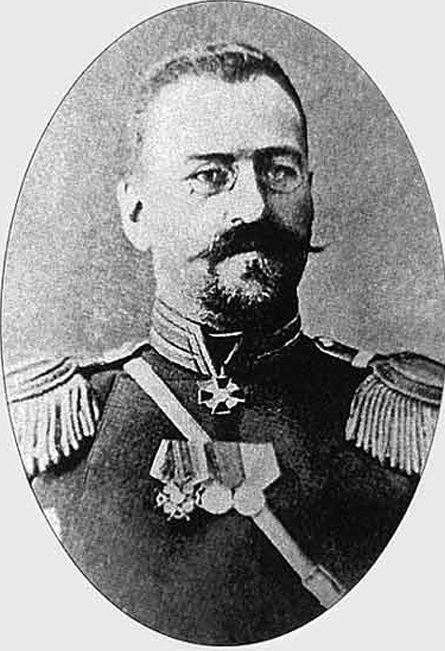
Le général Rheinbott.

Le mariage de Zinaïda Grigorievna, âgée de quarante ans, et du général-major de la Suite de Sa Majesté Impériale Anatole Anatolievitch Rheinbott, âgé de trente-neuf ans, est célébré le 7 août 1907 en l'église Saint-Nicolas du village de Lystsevo dans le gouvernement de Toula. Tatiana Axakova-Sivers rapporte qu'« au début de l'année 1908, l'officier supérieur et gradonatchalnik Rheinbott s'est rendu en visite boulevard de la Présentation avec sa nouvelle épouse - il venait de se marier avec la veuve de Savva Morozov connue de tout Moscou, Zinaïda Grigorievna. C'était une femme d'âge mûr, vêtue admirablement et pouvant être agréable si elle le voulait; elle n'était pas cérémonieuse et s'exprimait avec un soupçon de nonchalance, ». La plupart des gens comprennent que les deux parties trouvent leur compte dans cette union: Rheinbott obtient l'assurance de régler ses problèmes d'argent et la richissime Zinaïda Grigorievna accède à la noblesse, ce qui lui permet de gravir encore un échelon afin d'être acceptée dans la haute société. Tatiana Axakova-Sivers qualifie ce mariage, qui compliquait la vie de Zinaïda Grigorievna, de « ridicule ». Iouri Bakhrouchine note dans ses Mémoires: « Cette transformation a eu peu d'effet sur le sort de Zinaïda Grigorievna dans le milieu du grand monde de Moscou. Lorsqu'elle était veuve, elle paraissait peu dans la société et désormais grâce à son mariage, elle a coupé avec les siens, évitant de nouvelles relations, et a presque totalement rompu avec le milieu d'origine de son ancien mari, entrepreneurs et négociants moscovites; du reste on ne pouvait la voir qu'à des premières de théâtre ou de concert. ». 

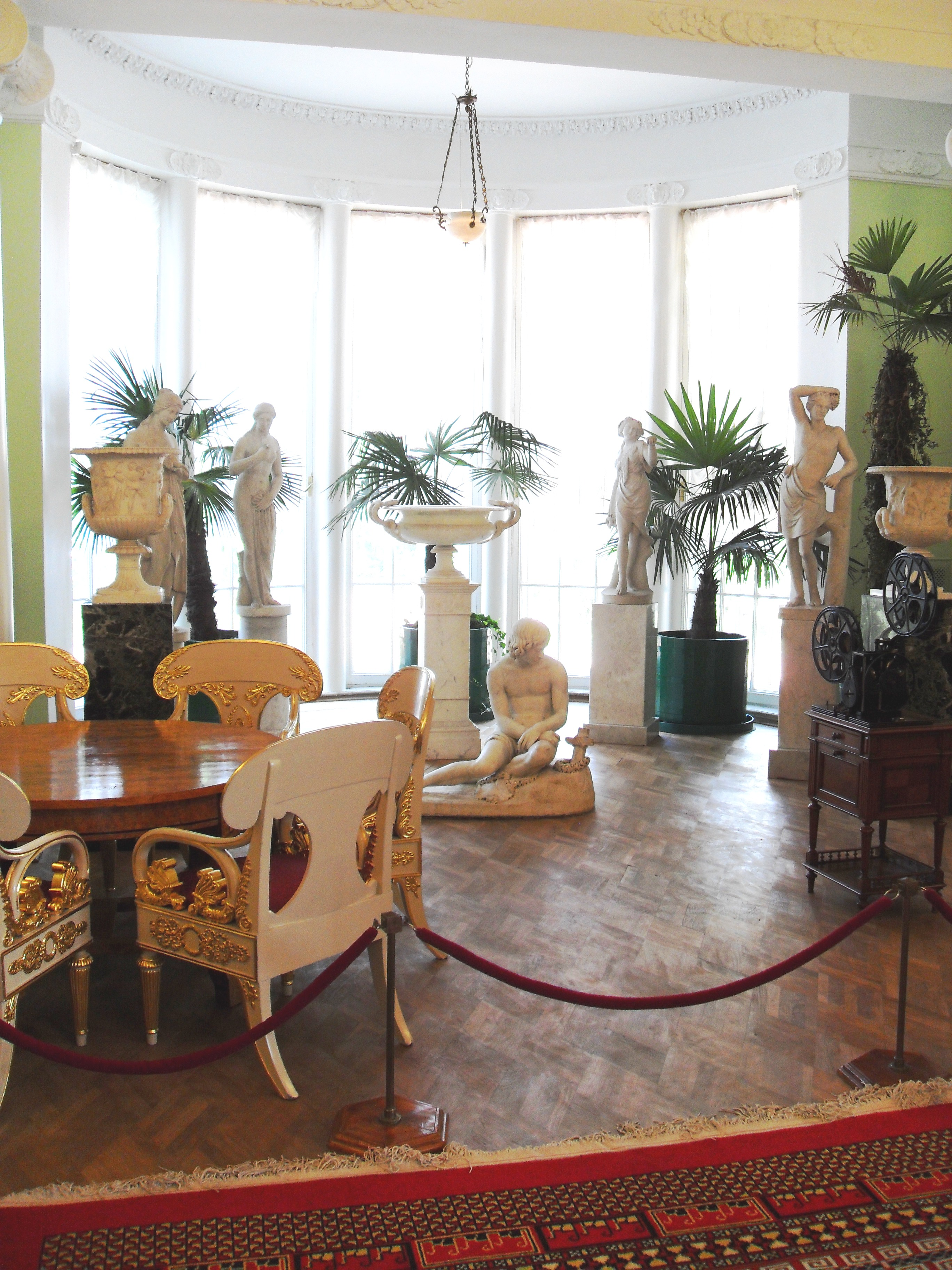
Manoir de Zinaïda Grigorievna à Gorki.

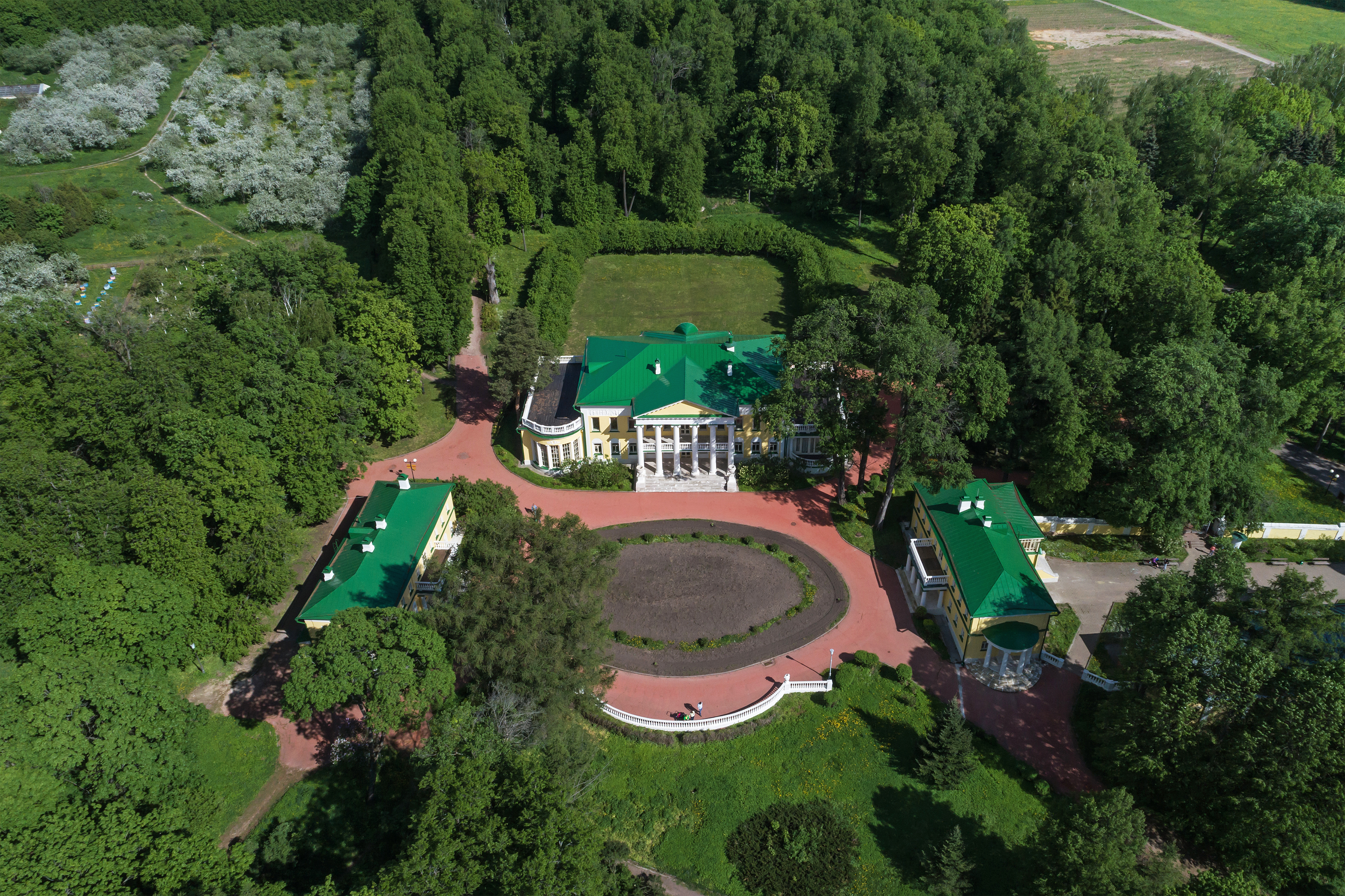
Vue aérienne du manoir de Gorki.

En 1909, Zinaïda Rheinbott vend son hôtel particulier de la rue Spiridonovka à l'industriel Mikhaïl Riabouchinski. Elle loue à l'année un hôtel particulier boulevard de la Yaouza à Moscou et achète le domaine de Gorki dans l'ouïezd de Podolsk. La maison de maître est entièrement refaite par Franz Schechtel. On installe un jardin d'hiver et une grande terrasse d'été. Zinaïda Grigorievna fait apporter des choses de l'ancien hôtel particulier de la rue Spiridonovka, des meubles et tableaux de son manoir de Pokrovskoïe-Roubtsovo légué à son fils aîné Timofeï. On trouve à Gorki toute une collection de porcelaines rares de Meissen, des meubles de Rossi, des tableaux de maîtres anciens et modernes (Makarov, Serov, Levitan, etc.). Une ferme modèle est construite au domaine, les différents bâtiments et la maison de maître bénéficient du chauffage à vapeur, de l'électricité et de l'eau courante. Dans l'orangerie refaite à neuf, l'on fait pousser des plantes exotiques à fruits et des fleurs rares, l'on plante un verger et des baies. Des vaches laitières et du blé aux semences soigneusement sélectionnés obtiennent des médailles aux expositions et comices agricoles. Zinaïda Rheinbott fait ériger en 1915 une chapelle dédiée à l'Intercession de la Mère de Dieu.
En 1911, Rheinbott est accusé d'escroquerie par le Trésor et cela provoque un énorme scandale et sa démission. L'affaire est examinée par le département judiciaire de Moscou du  Sénat dirigeant, réuni en session du 28 avril au 17 mai 1911. Grâce aux meilleurs avocats (Karabtchevski et Miniatov) engagés par Zinaïda Grigorievna, l'affaire est arrangée avec le moins de pertes possibles.
Les époux divorcent en 1916.

### Dernières années
Après la Révolution d'Octobre, tous les biens de Zinaïda Grigorievna sont confisqués par l'État et au printemps 1918 la propriété privée est abolie. Déjà en mars 1918, un inventaire est dressé de tous ses biens de son domaine de Gorki. Ses protestations restent vaines et dérangent le comité bolchévique local qui finit par la mettre en prison. Libérée quelque temps plus tard, elle trouve une chambre dans un appartement communal à Moscou (voie Starokoniouchenny) jusqu'en 1924, puis elle s'installe au village d'Ilisnkoïe près de Moscou. N'ayant aucun moyen de subsistance, elle vend petit à petit quelques breloques et objets qu'il lui restait. Pris de pitié, Constantin Stanislavsky lui verse une pension de 120 roubles à partir de 1927, grâce au soutien de Vladimir Nemirovitch-Dantchenko, et en souvenir de son deuxième mari, Savva Morozov, qui avait financé la fondation du Théâtre d'art de Moscou.
Zinaïda Grigorievna meurt à quatre-vingts ans dans son village où elle est enterrée. Plus tard, sa dépouille est transférée au cimetière Rogojskoïe de Moscou, dans la sépulture des Morozov. Elle écrivit ses souvenirs dans les années 1930 à la demande du neveu de Franz Schechtel et qui les conserva. Ils furent légués par ses descendants aux archives du Musée central d'État du Théâtre, à Moscou, après la chute de l'URSS.

## Enfants

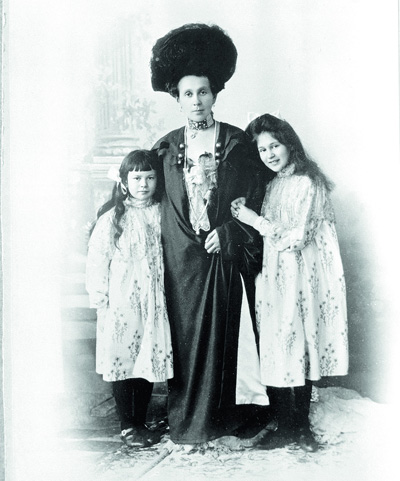
Zinaïda Grigorievna et ses deux filles, Maria et Elena.

De son deuxième mariage avec Savva Timofeïevitch Morozov, elle a quatre enfants:
- Timofeï Savvitch (1888-21 février 1921): diplômé de l'Université de Moscou, administrateur de l'École de commerce de Moscou et de l'Institut des vieux-croyants de Moscou, fusillé par les bolchéviques à Rostov-sur-le-Don. Son fils, Savva (1911-1995) devient un honorable spécialiste du Pôle Nord et publie un roman en 1979, sous le titre Gens et Glaces («Люди и льды») aux éditions de la Jeune Garde («Молодая гвардия»).
- Maria Savvichna (1890-1934), épouse d'Ivan Orestovitch Kourlioukov (de la famille des diamantaires), mais elle divorce assez vite. Elle s'occupait d'œuvres de bienfaisance avant et pendant la Première Guerre mondiale, mais souffrait d'une certaine anormalité psychique[2]. Après la Révolution, elle travaille au Commissariat du peuple à l'Éducation, puis est atteinte de troubles mentaux et meurt à quarante-quatre ans.
- Elena Savvichna (1895-après 1947), épouse Stucken. Elle émigre après la Révolution en Finlande et passe ses dernières années au Brésil.
- Savva Savvitch (1903-1964), ingénieur des ponts, il est  emprisonné pendant les Grandes purges staliniennes. Il meurt à Moscou et est enterré avec sa mère au cimetière Rogojskoïe.